# Stazione di Borgo Valsugana Centro
La stazione di Borgo Valsugana Centro è una stazione ferroviaria sulla linea della Valsugana Trento – Venezia a servizio della città di Borgo Valsugana: questa si trova tra le stazioni di Roncegno Bagni-Marter e quella di Borgo Est. La dicitura sulla facciata indica solamente Borgo, in quanto fino al 2005 questa era l'unica stazione a servizio della città.

## Strutture e impianti
Il fabbricato viaggiatori ricorda lo stile degli edifici austro-ungarici di fine XIX secolo. Lo stesso stile si ritrova nelle stazioni di Levico Terme e di Roncegno Bagni-Marter. Sotto la veranda interna si trova la biglietteria self-service.
I binari sono 3, ma solo il 1º e il 2º vengono utilizzati per il servizio viaggiatori. Il 3º è utilizzato per la manovra dei convogli merci provenienti dalla vicina acciaieria.

## Movimento
Nella stazione fermano tutti i treni con destinazioni per Trento, Bassano del Grappa, Venezia e Padova, a servizio dei pendolari (che non sono numerosi a causa del maggior utilizzo della nuova stazione di Borgo Est).

## Servizi
La stazione dispone di:
- Biglietteria self-service
- Fermata autolinee
- Parcheggio